# HBO 2
 (транскр.  Ејч-Би-Оу 2) је HBO Europe претплатнички телевизијски канал. Европска верзија канала је почела са емитовањем 9. септембар 2003. године као додатни канал главном каналу HBO. Емитује се у Мађарској, Пољској, Чешкој, Словачкој, Румунији, Бугарској, Хрватској, Словенији, Србији, Црној Гори, Босни и Херцеговини и Северној Македонији. Доступан је са локализованим титловима или синхронизацијама. Од промене програма 2013. године, углавном емитује породични садржај, филмове и серије.